# BAW Qishi
BAW Qishi — компактный внедорожник, производившийся с 2009 по 2014 год китайской компанией Beijing Automobile Works. Являлся клоном Jeep 2500/2700, который выпускался с 2003 по 2008 год совместным предприятием Beijing Jeep Corporation.

## Описание
Различия между Jeep 2500 и BAW Qishi заключаются в том, что у радиаторной решётки Jeep 2500 7 щелей, а у радиаторной решётки BAW Qishi 5 щелей. Технически автомобиль имеет сходство с Jeep Cherokee (XJ). От предшественника BAW Qishi отличался внешне, особенно радиаторной решёткой.
Автомобиль выпускался как с задним, так и с полным приводом.
В 2011 году автомобиль прошёл фейслифтинг и стал называться Qishi S-12. Подвеска разработана японской компанией Isuzu.